# Бамблбі
Ба́мблбі (англ. Bumblebee) чи Ґолдбаґ (англ. Goldbug) — вигаданий герой франшизи Трансформери. Один з найстаріших і найпопулярніших героїв серії.

## Опис
Бамблбі — трансформер, що належить до фракції Автоботів. Забарвлення корпусу — жовте з чорними смугами (звідси і прізвисько, позаяк схоже на забарвлення джмеля); оптичні датчики — блакитні.
Бамблбі — один з найдрібніших трансформерів, але недолік фізичної сили компенсує розумом і хитрістю. Його основна роль — шпигунство; завдяки своєму спритності і вправності, може виконувати також обов'язки диверсанта. До його переваг належать: гострий зір (за цим показником він перевершує переважну більшість Автоботів); ефективна витрата енергії і палива; здатність переміщатися в воді і під водою в альт-формі.

## Біографія в мультсеріалах

### Трансформери: Генерація 1
Як дійова особа з'являється на екрані навіть раніше, ніж сам Оптимус Прайм: разом з Вілджеком він нишпорить по Кібертроні в пошуках гостродефіцитного енергону і дивом втікає з-під обстрілу Десептиконів.  На Землі стає транспортним засобом Спайка Вітвікі — першого земного знайомого і союзника Автоботів.  Дуже відданий своєму командиру Оптимусу Прайму.
У третьому сезоні мультсеріалу Бамблбі з'являється дуже рідко;  ймовірно, це пояснюється тим, що після загибелі Прайма він віддалився від справ, тим більше що Спайк до цього часу вже став дорослим і не потребував більше постійної допомоги й захисту.  Відомо, що Бамблбі разом з Томагавком, Шезлонгом і Вітрорізом захищав базу Автоботів від нападу Триптикона.  Надалі він очолив загін дроссельботів — гарнізон Метроплекса.
В кінці третього сезону, коли трансформерів вражає «Чума ненависті», Бамблбі отримав смертельне поранення в сутичці, проте згодом був реконструйований в значно потужнішого трансформера — Ґолдбаґа.

### Трансформери: Скрембл Сіті
На Кібертрон Бамблбі разом з Вілджеком зазнав нападу сікерів.  На Землі разом зі своїм другом Спайком працював над створенням Метроплекса.

### Трансформери: Енергон
У цьому серіалі Бамблбі — один з Омніконів.  З'являється тільки в флешбеках, коли Айронхайд розповідає Кікеру про Родімуса Прайма.

### Трансформери: Анімація
У минулому — курсант військового училища Автоботів на Кібертроні.  Мріяв потрапити в Елітну Охорону, але замість цього зі своїм приятелем твердолобих потрапив в очолювану Оптимусом Праймом бригаду, що займається ремонтом космічних мостів.  Спочатку був дуже цим незадоволений;  незабаром, однак, з'ясувалося, що і у скромних ремонтників «в житті завжди є місце подвигу» — особливо якщо у них в руках опиняється «Велика Іскра», за якою полюють Десептикони на чолі з самим Меґатроном …
Бамблбі — дуже «заводний» і палкий за характером;  від надлишку ентузіазму здатний, як то кажуть, «наламати дров».  Пишається тим, що є найшвидшим з Автоботів, але переймається через свої маленькі (для трансформера) розмірів і не пропускає нагоди поквитатися з тим, хто утискає його самолюбство, нехай навіть ненавмисно — зокрема, з тим же твердолобий, коли той по  вини лиходія-винахідника Мастерсона на деякий час позбавляється тулуба.  Любить помріяти «про що-небудь великому».  Прагнучи самоствердитися, часом проявляє безрозсудну сміливість, готовий битися з будь-яким супротивником, навіть з тим, кому набагато поступається за силою і технічними можливостями — наприклад, зі скандалістів.  Схильний приймати поспішні рішення, про які потім сам сильно шкодує.

### Трансформери: Прайм
Докладніше: «Трансформери: Прайм»
У загоні Оптимуса Прайм він — наймолодший, проте вже зарекомендував себе як спритний розвідник і відважний боєць.  Бамблбі дуже відданий Оптимусу — щоб допомогти командиру, не побоявся вступити в сутичку з Скайквейком і переміг його, хоча той був, як мінімум, в два рази більше Бамблбі за розмірами. Потім, коли Прайм заразився «кібер чумою» на покинутому кораблі, вирушив разом з Арсі на Немезіду за ліками;  але з'ясувалося, що потрібної інформації в Десептиконській базі даних немає, і Бамблбі добровільно зголосився здійснити дуже ризиковану (хоч і віртуальну) подорож всередину розуму Меґатрона, щоб дізнатися потрібну формулу.  Успішно завершивши цю місію, він врятував життя Оптимусу, проте сам опинився у великій небезпеці, тому що його власним розумом заволодів Меґатрон. Одержаний Меґатроном, Бамблбі добув і доставив на Немезіду осколок темного енергону, за допомогою якого вождь Десептиконів зцілився.  Після цього свідомість Меґатрона повернулося в його власне тіло, а Бамблбі знову став самим собою.  Однак і після цього йому неодноразово траплялося потрапляти в неприємні ситуації — наприклад, коли підручні Сайлес викрали у нього «т-шестерню (шестерню трансформації)», тим самим позбавивши його можливості перемикатися з однієї альт-форми в іншу.
Як завжди, у Бамблбі з'являється земний приятель — дванадцятирічний хлопчик Рафаель Есківель (для друзів — просто Раф).  Хоча Бамблбі позбавлений дару мови і спілкується за допомогою гудящіх звуків, Раф його чудово розуміє і при необхідності «переводить» Джеку і Міко все, що той хоче сказати.  Бамблбі теж дуже прив'язався до свого підопічного і, як може, оберігає його: навіть перебуваючи під контролем Меґатрона, він намагався не заподіювати Рафу шкоди.  Він також віддав свій власний енергон, щоб вилікувати Рафа, отруєного темним енергоном
Під час останньої битви на кораблі Десептиконів був убитий Меґатроном, але під впливом кіберматерії Омега-Замка відродився і за допомогою Зоряного Меча сам убив Меґатрона.  Крім того, до нього повернувся дар мови.
У мультфільмі «Трансформери: Прайм — Повстання Предаконів», що продовжує сюжетну лінію мультсеріалу, Бамблбі стає одним з головних дійових осіб.  На площі каонов, на самому початку, Оптимус урочисто присвячує його в воїни, як героя.  Далі, після відльоту Прайма і раптової появи двох Предаконів, Бамблбі з іншими Автоботами вирушають слідами Предакінґа, а потім благополучно повертаються назад.  За відсутності Оптимуса Бамблбі взяв командування на себе і успішно справлявся з цим.

### Трансформери: Боти-рятувальники
Докладніше: «Трансформери: Боти-рятувальники»
У цьому серіалі Бамблбі виконує роль кур'єра.  Прибувши до загону Рятувальників, він за наказом Прайм допомагає їм розібратися з невідомим метеором. Коли, Боти-рятувальники вирушили в майбутнє, Бамблбі разом з Оптимусом допоміг їм знищити Морботів, виграючи для них час. Також Бамблбі прилетів на кораблі Дріфта відвідати команду Гітвейва, і допоміг їм здолати енергоного вампіра.

### Трансформери: Роботи під Прикриттям
Докладніше: «Трансформери: Роботи під Прикриттям»
Через п'ять років після перемоги над десептиконами, Бамблбі обіймає посаду лейтенанта поліції.  Його напарниця Стронґарм юний кадет мріє про битви і впивається розповідями Бамблбі про подвиги.  Під-час затримання хулігана Сайдсвайпа, Бамблбі приходить бачення, Оптимус Прайм вказує на Космічний міст на Землю, який знаходиться в музеї.  Бамблбі, Стронґарм і спійманий Сайдсвайп активовують міст, але Стронґарм і прикутий Сайдсвайп пішли за ним.  Там Сайдсвайпа відпускають і знаходять велику проблему, розбитий корабель-в'язницю і мінікона-сторожа Фіксіта. Вони знаходить союзників Денні і Рассела Клей.  До них приєднується Динобот-в'язень Алкемора Ґрімлок.  Вони намагаються зловити небезпечного ув'язненого, який з'їв ціле місто по-імені Андербайт.  Бамблбі приймає роль лідера в сформованій команді і з допомогою духа Оптимуса перемагають Андербайта. Бамблбі і його команда залишаються на Землі для ловлі інших Десептиконів.

## Біографія в фільмах

### Трансформери (2007)
На Кібертроні довго точилася війна між двома фракціями, Автоботами і Десептиконами, за володіння Кубом-Всеіскрою. Іскра була загублена в ході війни і тривалий час її не можна було знайти. Лідер Десептиконів Меґатрон вирушив на її пошуки. Знайшов він її на Землі, але зазнав аварії біля полюса. 
Бамблбі, замаскований під автомобіль Chevrolet Camaro , також з'являється на Землі. Він розшукує Сема Вітвікі , який шукає собі дешевий автомобіль.Сем, став другом Бамблбі. Вночі Бамблбі вирушає на звалище передати сигнал іншим Трансформерам. 
В підземній стоянці на Бамблбі з Семом нападає Десептикон Беррікейд . Він переслідує їх і вимагає, щоб той віддав йому окуляри прадіда. Бамблбі доводиться вступити в бій. Після перемоги Бамблбі забирає з собою Сема і Мікаелу, щоб зустрітися з іншими Автоботами. По дорозі Бамблбі перетворюється на дорогу модель Chevrolet Camaro . Автоботи — Оптімус Прайм, Джазз, Айронхайд і Ретчет — приземляються і набувають форм земних машин.
Сем, Мікаела і автоботи вирушають до Сема додому, щоб забрати окуляри з координатами Іскри. Сему доводиться вигадувати для батьків пояснення аби не видати прибульців. Несподівано в будинок вриваються представники секретної організації «Сьомий сектор» на чолі з Сіммонсом, і забирають Сема й Мікаелу на допит. Автоботи звільняють Сема і його подругу, але Сіммонс викликає підкріплення, його людям вдається захопити в полон Бамблбі. Незважаючи на протести Сема, який запевняє, що Бамблбі — на боці землян, вони відвозять безпорадного автобота до греблі Гувера, куди ще в 1935 році були поміщені заморожений Меґатрон і Всеіскра.

### Трансформери: Помста полеглих (2009)
...

### Трансформери: Темний бік Місяця (2011)
...

### Трансформери: Час вимирання (2014)
...

### Трансформери: Останній Лицар (2017)
...

### Бамблбі (2018)
...

## Характер
Бамблбі — безстрашний відданий солдат, вірний друг.  Краще за всіх інших Автоботів ладнає з людьми, особливо швидко знаходить спільну мову з дітьми і підлітками (зокрема, захоплюється тими ж «іграшками»: від ігрових аркадних автоматів, до сучасних приставок з відеоіграми.).  Але і у нього є недоліки, головний з яких — його імпульсивність. Бамблбі може відмінно продумати план складної операції, і тут же стрімголов кинутися в бій, відкинувши всі розумні міркування.
Щоб довести іншим товаришам, що і такий коротун, як він, на щось здатний, Бамблбі постійно ризикує собою, прикриваючи своїм корпусом інших.  Іноді він поводиться як справжній камікадзе, аби його оцінили по достоїнству.
Ще одним «слабким місцем» в характері Бамблбі є його впевненість в тому, що він — найшвидший з трансформерів;  він завжди готовий прийняти виклик будь-якого, хто в цьому сумнівається, будь то Автобот або Десептикон.  Серед останніх його постійний суперник — Нок Аут, який теж вважає себе неперевершеним гонщиком.
Незважаючи ні на що, Автоботи довіряють і цінують Бамблбі, не тільки як товариша і молодшого брата, але і як воїна, і як гідного лідера.  У коміксі IDW «Війна Кибертрона», коли Оптимус Прайм покинув пост лідера після смерті Айронхайда, а дезертир Хот Род зник з доброю половиною Автоботів в невідомому напрямку, залишки команди Прайма вибрали Бамблбі новим командиром.
Але навіть у такого славного малого, як Бамблбі, є особисті вороги, які його ненавидять;  одним з них, як уже було сказано, є Десептикон Нок Аут і Стілджо,

## Здібності і можливості
Ріст — 2,46 метрів (за версією «G1»).  Вага — 1,6 тонни.  Потужність — 6 мегатонн.  Швидкість пересування: в режимі автомобіля — 330 км / год, в режимі робота — 15 км / год.  Трансформація — При виборі альт-форми для персонажа (автомобіля) продюсер фільму Дон Мерфі спочатку наполягав на збереженні моделі «Фольксваген Жук», в яку перетворювався Бамблбі в мультфільмі.  Однак в підсумку вибір був зроблений на користь «Chevrolet Camaro», завдяки чому Бамблбі вийшов більш значним і сучасним персонажем, здатним на рівних битися з більшістю Десептиконів (епізод вибору між двома машинами був комічно обіграний на початку фільму).
Озброєння в фільмі: плазмова гармата і кулемет на правій руці, ракетниці на плечах.  Скорострільність: гармата — 30 пострілів в хвилину, ракетниці — 2 постріли в хвилину.  Дальність ураження: гармата — 550 метрів, ракетниці — 1500 метрів.  Захисне пристосування: маска, що прикриває оптичні сенсори.  Додаткове озброєння: титановий меч, що висувається з лівої руки.  Уразливі місця — нижня частина корпусу і ноги.
У Першому поколінні Бамблбі озброєний бластером, Крім того, він, подібно до Саундвейву, оснащений невеликим, схожим на птицю міні-супутником, прихованим в його лівому плечі;  цей супутник здатний вирахувати місцезнаходження будь-якого предмета, що потрапляє в поле видимості, і прорахувати напрямок його руху, а також посилати сигнали про своє місцезнаходження.
У Анімації озброєний двома розрядними пристроями (на зразок генератора Тесла), хоча користується головним чином тим, що у нього на правій руці.  В одному з епізодів третього сезону, Ретчет підсилює його розрядні пристрої.
У Праймі його зброя — два двоствольних лазерних пістолета, укріплені на руках близько зап'ясть.
Бамблбі — дуже моторний не тільки в альт-формі, але і в режимі робота: він швидко бігає і володіє прийомами карате, що дозволяє йому успішно справлятися навіть з досить сильними супротивниками.
За офіційною шкалою бойові якості Бамблбі оцінюються наступним чином: хоробрість — 10, інтелект і швидкість — 8, витривалість — 7, сила, вогнева міць і майстерність — 6.

## Відеоігри
У «Transformers: The Game» Бамблбі виконує ту ж роль, що і у фільмі.  Але в його сіквелі йому доручається завдання вбити Десептикона Баррікейда.  У «Transformers: War for Cybertron» Бамблбі допомагає Оптимус Прайму і Ретчету перемогти Старскріма, звільнити Зету Прайма і після атаки аероботів добити Триптикона.  У «Transformers: Fall of Cybertron» Бамблбі на самому початку гри бореться проти Десептиконов разом з іншими Автоботами, але потім жертвує собою, прикриваючи своїм тілом Оптимуса від пострілу Меґатрона.  У грі Transformers Devastation виступає в якості одного з 5 іграбельних персонажів.

## Комікси, манга і фендом
У всіх коміксах, де він тільки присутній, Бамблбі — вірний і відданий воїн Оптимуса Прайм, гідний звання командира. Він таким залишається навіть в паралельному вимірі, де все навпаки.  Бамблбі дуже добре ладнає з іншими трансформерами, навіть з Десептиконом Тандеркрекером, також хоче, щоб Меґатрон виявив до нього хоч трохи поваги.  Але він все одно залишається трохи наївним і нетерплячим воїном.